# Isla del Tigre
Isla del Tigre är en ö i Honduras.   Den ligger i departementet Departamento de Valle, i den sydvästra delen av landet, 100 km sydväst om huvudstaden Tegucigalpa. Arean är 24,3 kvadratkilometer.
Terrängen på Isla del Tigre är kuperad. Öns högsta punkt är 778 meter över havet. Den sträcker sig 5,6 kilometer i nord-sydlig riktning, och 6,1 kilometer i öst-västlig riktning.
Följande samhällen finns på Isla del Tigre:
- Amapala